# Phil Remington
Pour les articles homonymes, voir Remington.
Phil Remington (22 janvier 1921-9 février 2013) est un ingénieur américain du sport automobile. 

## Jeunesse
Phil Remington naît à Santa Monica en Californie. Il étudie en pré-ingénierie au Santa Monica Junior College. Inspecteur de composants chez Northrop Aircraft, il rejoint le United States Army Air Corps pendant la Seconde Guerre mondiale en mentant sur son âge parce qu'il était trop jeune et en mémorisant les tableaux de vision aux test d'Ishihara parce qu'il était daltonien. Il sert comme ingénieur de vol sur les Consolidated B-24 Liberator.

## Sport automobile
Après avoir servi dans l'armée, Phil Remington commence à travailler avec des amis qui participent à des compétitions automobiles, en construisant des voitures de course. Il développe des pièces d'hydravion et des kits d'échange de moteurs. À la fin des années 1950, il devient ingénieur en chef de Lance Reventlow, et construit des voitures de sport et de course pour Scarab-Reventlow Automobiles sur Princeton Street (aujourd'hui Marina Del Rey) en Californie.
Lorsque Lance Reventlow ferme son garage, Carroll Shelby l'embauche comme ingénieur en chef dans le nouveau garage Shelby situé dans la même rue. Shelby déclarera que son succès en compétition est dû à Remington. Lorsque la Shelby American Inc. a été divisée en deux, Phil Remington est resté dans la société Shelby Racing Components à Torrance.
En 1968, Phil Remington déménage en Caroline du Nord pour gérer le programme de stock car Talladega Grand National chez Holman-Moody ; l'équipe remporte le Daytona 500 cette même année.
Il retourne plus tard en Californie travailler dans l’équipe All American Racers de Dan Gurney. Remington œuvre sur les voitures de CanAm, de Formule 1, de Formule 5000, d'Indy 500, de Trans-Am, de GTP et d'IMSA. Pendant son séjour sur la côte ouest, il travaille pour les motocyclettes Alligator et pour des contrats dans l'aérospatiale. 
En 2012, il construit les refroidisseurs d'huile et d'eau et conçoit la suspension de la voiture de course DeltaWing.
Cependant, des problèmes de santé l'amènent à cesser de travailler à temps plein chez AAR. Phil Remington meurt dans son sommeil le matin du samedi 9 février 2013, deux semaines après son 92e anniversaire.

## Dans la culture populaire
Phil Remington a été intronisé au Motorsports Hall of Fame of America en 2019.
Phil Remington est interprété par Ray McKinnon dans le film Le Mans 66 de 2019 sur la rivalité entre Ford et Ferrari lors des 24 Heures du Mans 1966.